# Parafia Ewangelicko-Metodystyczna Miłości Bożej w Iławie
Parafia Ewangelicko-Metodystyczna Miłości Bożej w Iławie – zbór metodystyczny działający w Iławie, należący do okręgu wschodniego Kościoła Ewangelicko-Metodystycznego w RP. W 2017 liczył 40 wiernych.
Nabożeństwa odbywają się w niedziele o godzinie 11:00.